# Landisacq
Landisacq est une commune française, située dans le département de l'Orne en région Normandie, peuplée de 772 habitants.

## Géographie
La commune est située en Bocage flérien, au pied du mont Crespin (305 m). Son bourg est à 6,5 km à l'ouest de Flers, à 7 km à l'est de Tinchebray et à 15 km au sud-ouest de Condé-sur-Noireau.
Le territoire est traversé par la route départementale no 924 (ancienne route nationale 24bis) joignant Tinchebray à l'ouest à Flers à l'est. Elle croise dans le bourg la D 268 qui permet au nord-ouest de retrouver Frênes et au sud-est Saint-Paul. Celle-ci y partage un tronçon de la D 257 qui, au sud-ouest, mène à Chanu et au nord à Cerisy-Belle-Étoile. L'ouest du territoire est traversé par la D 54 qui relie Chanu à la D 924.
Landisacq est dans le bassin de l'Orne, par son sous-affluent la Visance (affluent de la  Vère) qui délimite le territoire au sud-est. D'autres cours d'eau tributaires du Noireau parcourent le territoire communal : le ruisseau de la Mottinière qui marque la limite avec Frênes au nord-ouest et des affluents du modeste Doinus au nord-est.

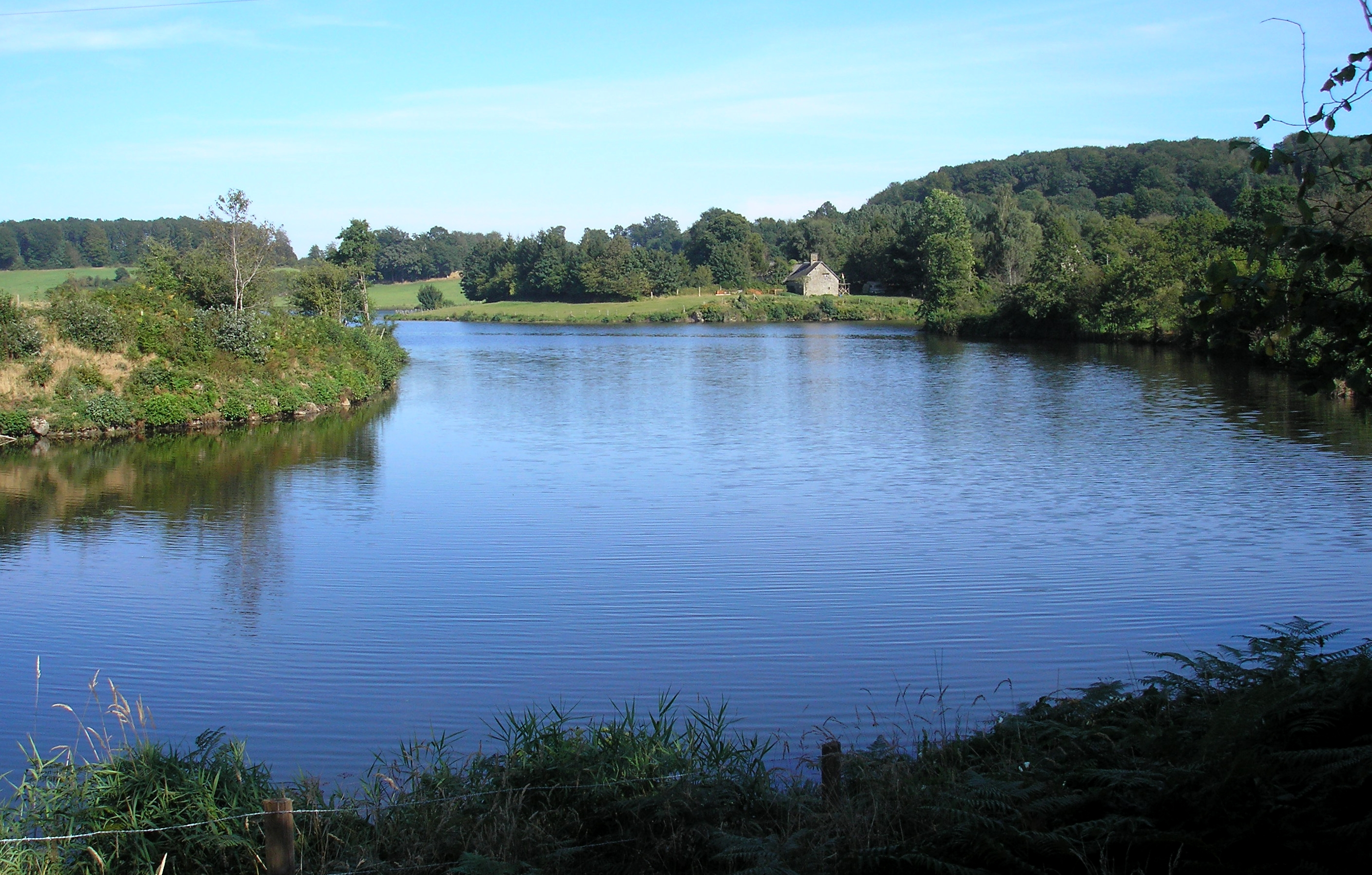
L'étang de la Visance, au sud-est.

Le point culminant (309 m) se situe au sud-ouest, près du lieu-dit les Garennes. La cote de 306 m est également atteinte par deux collines avoisinantes. Le point le plus bas (188/189 m) correspond à la sortie de la Visance du territoire, à l'est. La commune est bocagère.
| Frênes                                         | Frênes    | Cerisy-Belle-Étoile |
| Tinchebray                                     | Landisacq | La Lande-Patry      |
| Saint-Cornier-des-Landes (par un angle), Chanu | Chanu     | Saint-Paul          |

### Hydrographie
La commune est située dans le bassin Seine-Normandie. Elle est drainée par la Visance, le ruisseau des Nussons, le Doinus, le fossé 01 de l'Abbaye de Belle Etoile, le fossé 02 de l'Abbaye de Belle Etoile, le ruisseau de la Doitee, le ruisseau de la Flaudière, le ruisseau des Viviers, le ruisseau du Plessis et divers autres petits cours d'eau,.
La Visance, d'une longueur de 11 km, prend sa source dans la commune de Chanu et se jette  dans la Vère en limite de La Lande-Patry et de Caligny, après avoir traversé six communes. 
Un plan d'eau complète le réseau hydrographique : l'étang de la Visance, d'une superficie totale de 14,4 ha (6,49 ha sur la commune),.

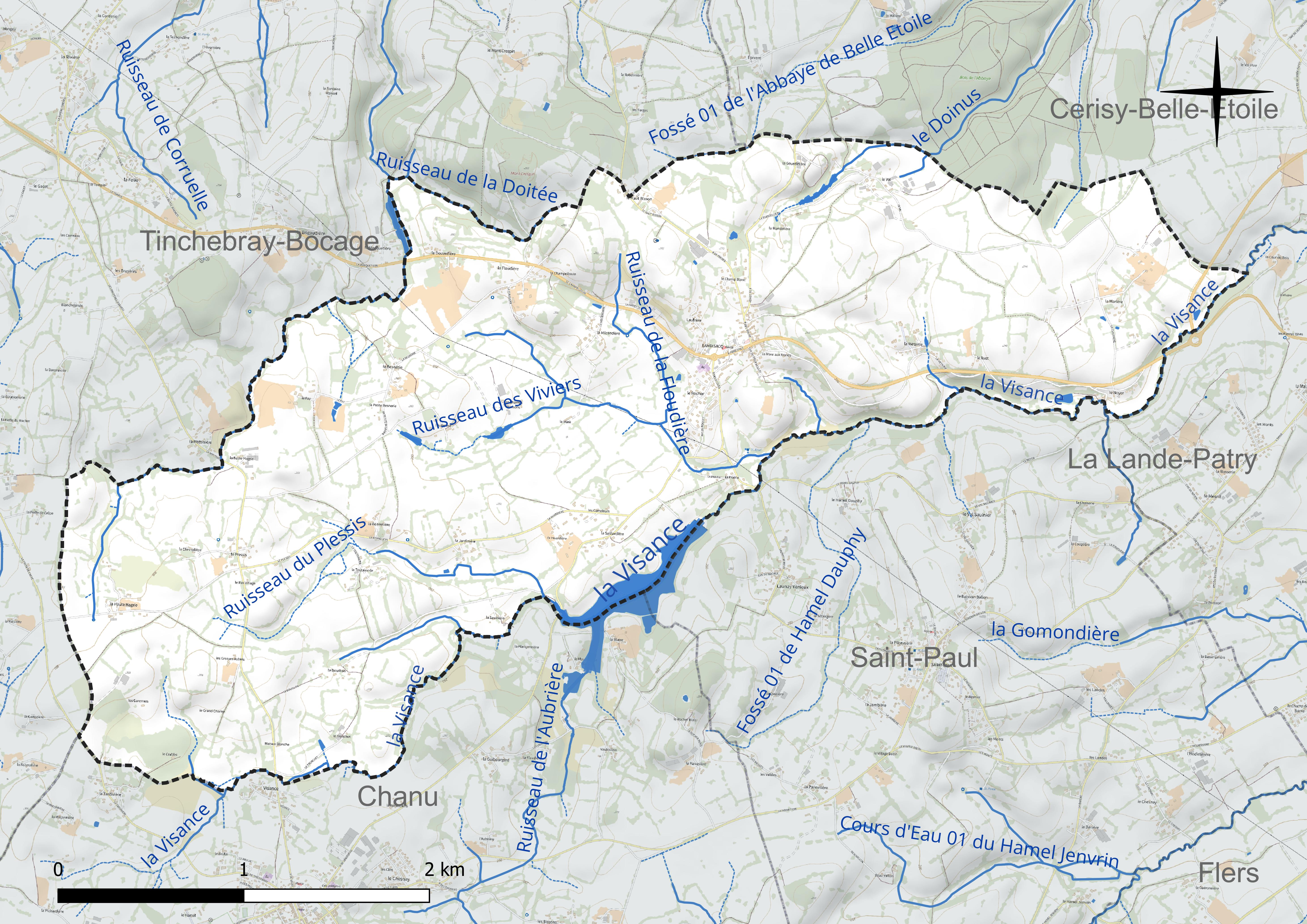
Réseau hydrographique de Landisacq.

### Climat
Pour des articles plus généraux, voir Climat de la Normandie et Climat de l'Orne.
En 2010, le climat de la commune est de type climat océanique franc, selon une étude du CNRS s'appuyant sur une série de données couvrant la période 1971-2000. En 2020, Météo-France publie une typologie des climats de la France métropolitaine dans laquelle la commune est exposée à un climat océanique et est dans la région climatique Normandie (Cotentin, Orne), caractérisée par une pluviométrie relativement élevée (850 mm/a) et un été frais (15,5 °C) et venté. Parallèlement le GIEC normand, un groupe régional d’experts sur le climat, différencie quant à lui, dans une étude de 2020, trois grands types de climats pour la région Normandie, nuancés à une échelle plus fine par les facteurs géographiques locaux. La commune est, selon ce zonage, exposée à un « climat contrasté des collines », correspondant au Bocage normand, bien arrosé, voire très arrosé sur les reliefs les plus exposés au flux d’ouest, et frais en raison de l’altitude.
Pour la période 1971-2000, la température annuelle moyenne est de 10,1 °C, avec une amplitude thermique annuelle de 13,4 °C. Le cumul annuel moyen de précipitations est de 989 mm, avec 14 jours de précipitations en janvier et 8,5 jours en juillet. Pour la période 1991-2020, la température moyenne annuelle observée sur la station météorologique la plus proche, située sur la commune d'Athis-Val de Rouvre à 12 km à vol d'oiseau, est de 10,6 °C et le cumul annuel moyen de précipitations est de 944,7 mm,. Pour l'avenir, les paramètres climatiques de la commune estimés pour 2050 selon différents scénarios d’émission de gaz à effet de serre sont consultables sur un site dédié publié par Météo-France en novembre 2022.

## Urbanisme

### Typologie
Au 1er janvier 2024, Landisacq est catégorisée commune rurale à habitat dispersé, selon la nouvelle grille communale de densité à sept niveaux définie par l'Insee en 2022.
Elle est située hors unité urbaine. Par ailleurs la commune fait partie de l'aire d'attraction de Flers, dont elle est une commune de la couronne,. Cette aire, qui regroupe 38 communes, est catégorisée dans les aires de 50 000 à moins de 200 000 habitants,.

### Occupation des sols
L'occupation des sols de la commune, telle qu'elle ressort de la base de données européenne d’occupation biophysique des sols Corine Land Cover (CLC), est marquée par l'importance des territoires agricoles (95,7 % en 2018), une proportion sensiblement équivalente à celle de 1990 (96 %). La répartition détaillée en 2018 est la suivante : 
prairies (80,4 %), zones agricoles hétérogènes (12,9 %), zones urbanisées (3,4 %), terres arables (2,3 %), forêts (0,6 %), mines, décharges et chantiers (0,3 %). L'évolution de l’occupation des sols de la commune et de ses infrastructures peut être observée sur les différentes représentations cartographiques du territoire : la carte de Cassini (XVIIIe siècle), la carte d'état-major (1820-1866) et les cartes ou photos aériennes de l'IGN pour la période actuelle (1950 à aujourd'hui).

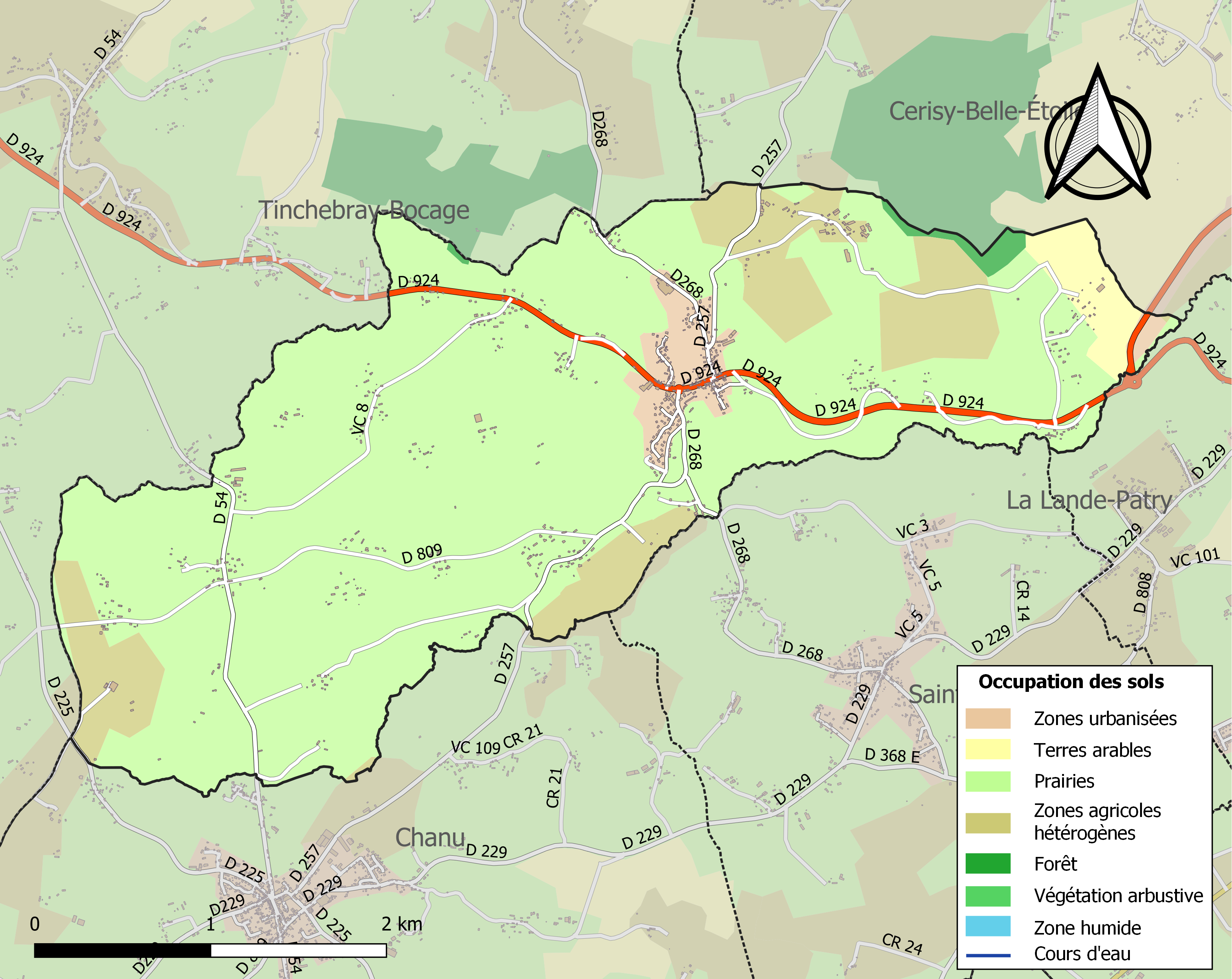
Carte des infrastructures et de l'occupation des sols de la commune en 2018 (CLC).

## Toponymie
Le nom de la localité est attesté sous la forme Landa Ysaac vers 1350.
Le toponyme traduit le caractère pauvre de la terre, tout comme celle de ses voisines La Lande-Patry et Landigou. Ysaac ou Isaac est ici l'anthroponyme.
Le gentilé est  Landisacquois.

## Histoire
- Affaire criminelle Louis-Joseph Midy en 1862[31].
- Séisme de magnitude 5 le 18 février 1962.[réf. nécessaire]

## Politique et administration
| Période                                  | Période   | Identité         | Étiquette | Qualité                    |
| ---------------------------------------- | --------- | ---------------- | --------- | -------------------------- |
| mars 1995                                | mars 2001 | Isidore Dujarier |           |                            |
| mars 2001                                | mai 2020  | Hervé Lemancel   |           | Retraité de l'enseignement |
| mai 2020                                 | En cours  | Béatrice Guyot   | SE        | Infirmière retraitée       |
| Les données manquantes sont à compléter. |           |                  |           |                            |

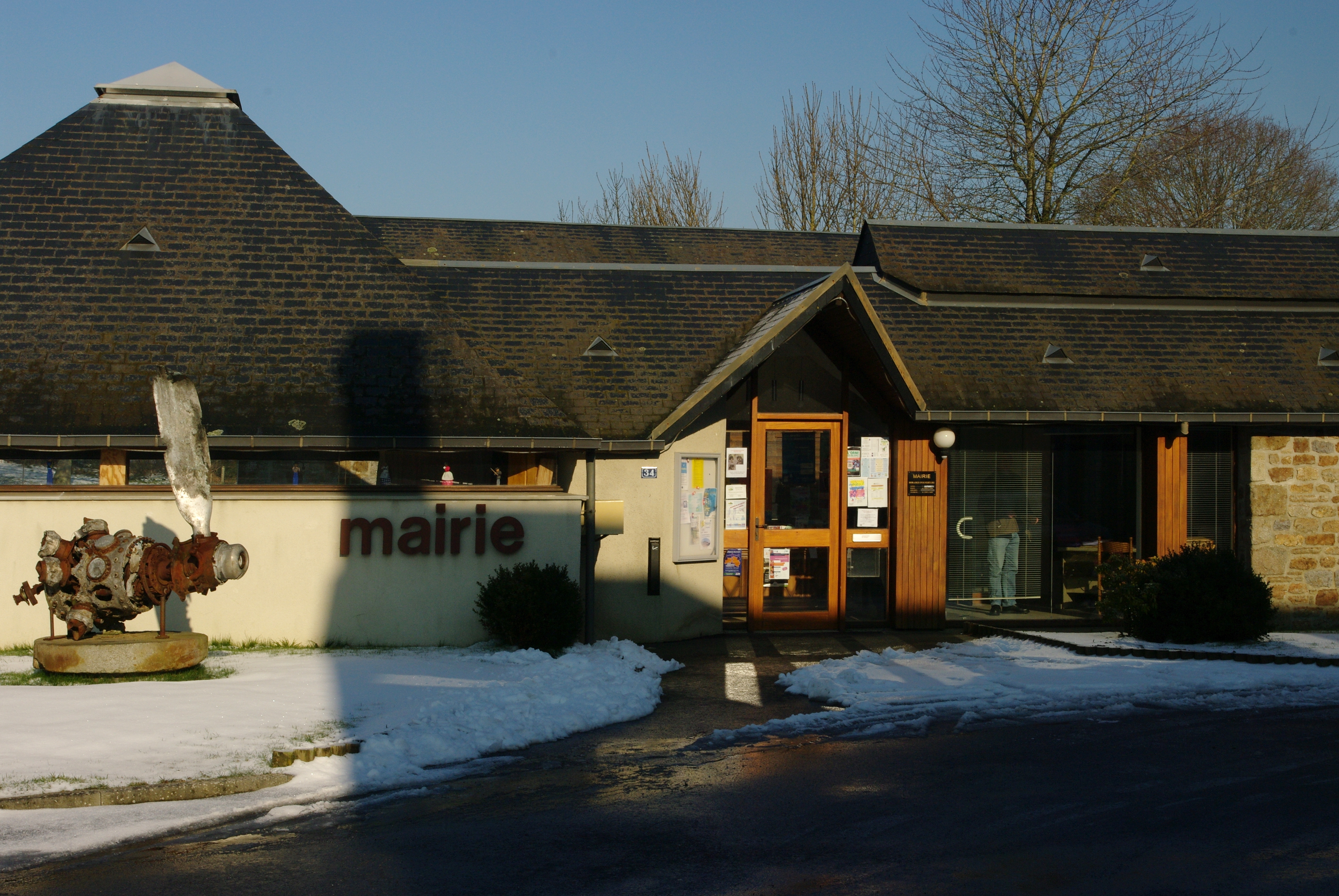
La mairie.

Le conseil municipal est composé de quinze membres dont le maire et quatre adjoints.

## Démographie
L'évolution du nombre d'habitants est connue à travers les recensements de la population effectués dans la commune depuis 1793. Pour les communes de moins de 10 000 habitants, une enquête de recensement portant sur toute la population est réalisée tous les cinq ans, les populations de référence des années intermédiaires étant quant à elles estimées par interpolation ou extrapolation. Pour la commune, le premier recensement exhaustif entrant dans le cadre du nouveau dispositif a été réalisé en 2008.
En 2022, la commune comptait 772 habitants, en évolution de +3,49 % par rapport à 2016 (Orne : −3,21 %, France hors Mayotte : +2,11 %).
Landisacq a compté jusqu'à 1 385 habitants en 1846.
| 1793  | 1800  | 1806  | 1821  | 1831  | 1836  | 1841  | 1846  | 1851  |
| ----- | ----- | ----- | ----- | ----- | ----- | ----- | ----- | ----- |
| 1 030 | 1 109 | 1 025 | 1 062 | 1 175 | 1 200 | 1 240 | 1 385 | 1 383 |

| 1856  | 1861  | 1866  | 1872  | 1876  | 1881  | 1886  | 1891  | 1896 |
| ----- | ----- | ----- | ----- | ----- | ----- | ----- | ----- | ---- |
| 1 293 | 1 271 | 1 255 | 1 157 | 1 174 | 1 162 | 1 142 | 1 010 | 908  |

| 1901 | 1906 | 1911 | 1921 | 1926 | 1931 | 1936 | 1946 | 1954 |
| ---- | ---- | ---- | ---- | ---- | ---- | ---- | ---- | ---- |
| 811  | 805  | 760  | 614  | 622  | 579  | 552  | 568  | 555  |

| 1962 | 1968 | 1975 | 1982 | 1990 | 1999 | 2006 | 2008 | 2013 |
| ---- | ---- | ---- | ---- | ---- | ---- | ---- | ---- | ---- |
| 504  | 503  | 434  | 679  | 765  | 750  | 753  | 753  | 751  |

| 2018 | 2022 | - | - | - | - | - | - | - |
| ---- | ---- | - | - | - | - | - | - | - |
| 753  | 772  | - | - | - | - | - | - | - |

## Lieux et monuments
- Église Saint-Étienne du XIXe siècle.
- Calvaires en pierre.
- La Grotte, taillée par les carriers.

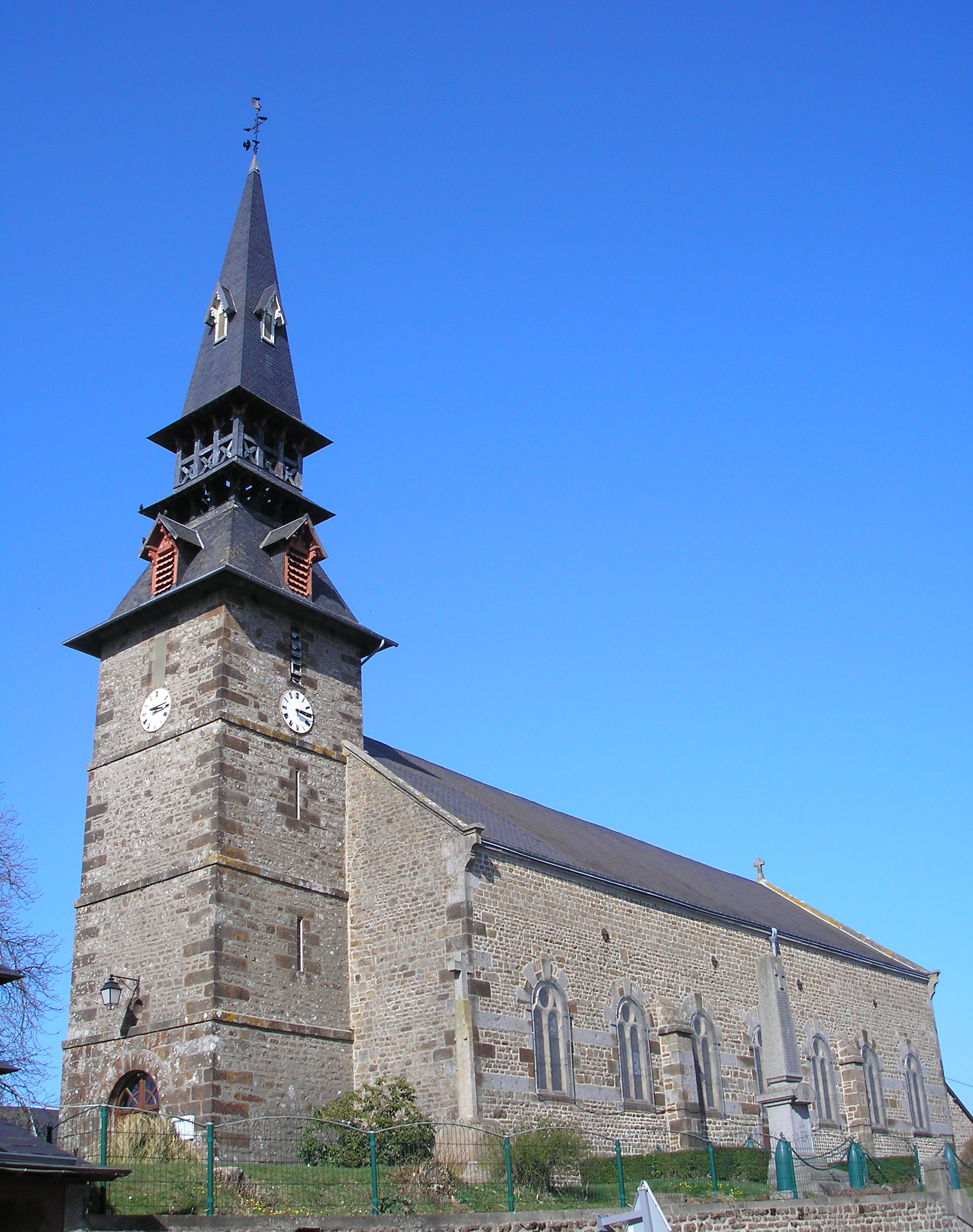
L'église Saint-Étienne.
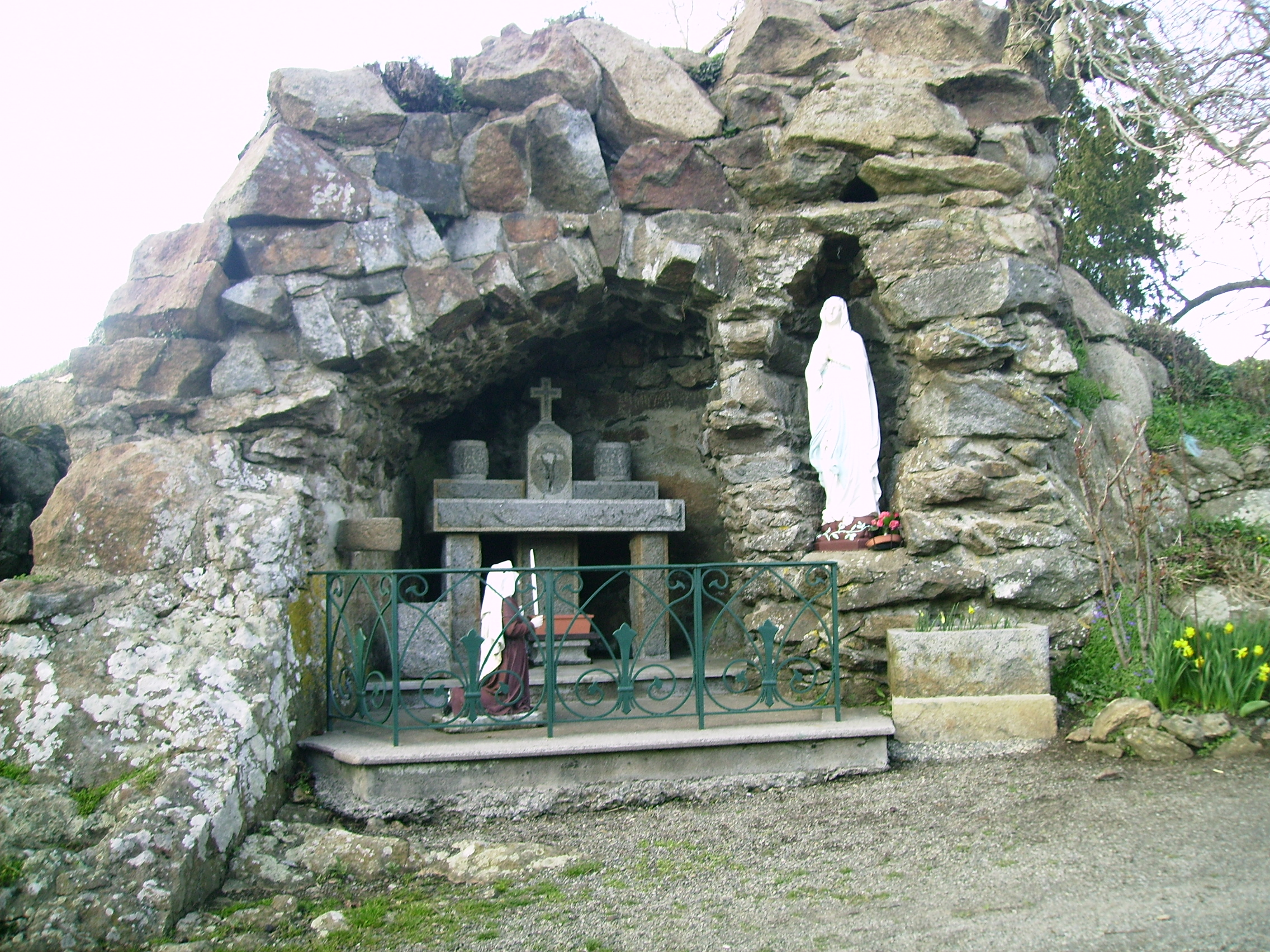
La grotte de Landisacq.
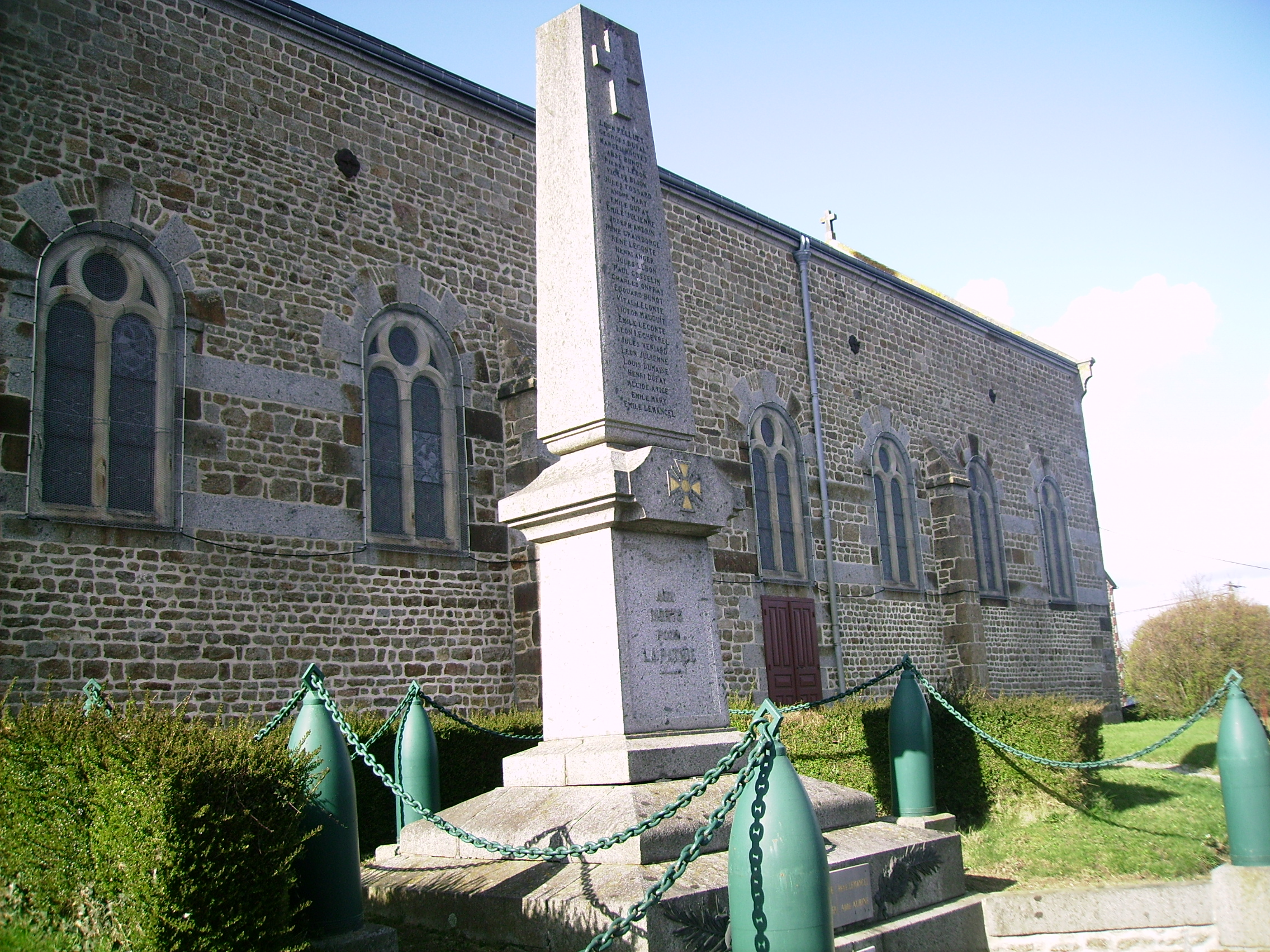
Le monument aux morts.
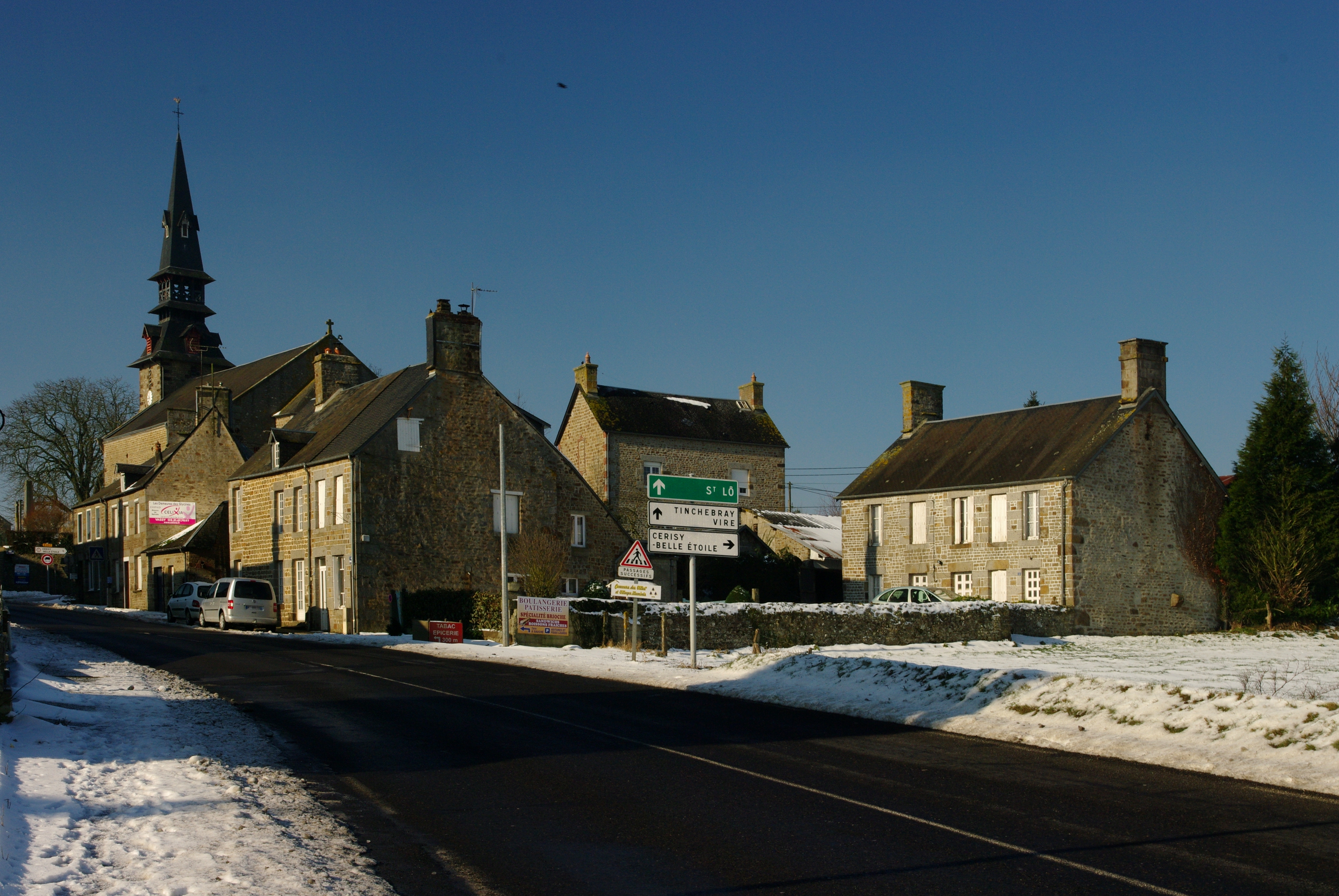
L'entrée du village.

## Activité et manifestations
- Association Historisacq, pour mise en valeur du patrimoine historique de Landisacq[38].